# TC-5619
TC-5619 je lek koji je razvilo preduzeće Targacept. On deluje kao parcijalni agonist na α7 tipu neuronskih nikotinskih acetilholinskih receptora. Ovaj ligand uzrokuje kognitivno poboljšanje u životinjskim ispitivanjima, i razvija se za potencijalnu primenu u tretmanu šizofrenije i hiperkinetičkog poremećaja.